# Hipposcarus harid
El loro candelamoa (Hipposcarus harid) es una especie de peces de la familia Scaridae en el orden de los Perciformes.

## Morfología
Los machos pueden llegar alcanzar los 75 cm de longitud total.

## Distribución geográfica
Se encuentra desde el Mar Rojo hasta el Canal de Mozambique, Madagascar, las Seychelles, Sri Lanka y Maldivas.

## Galería de imágenes

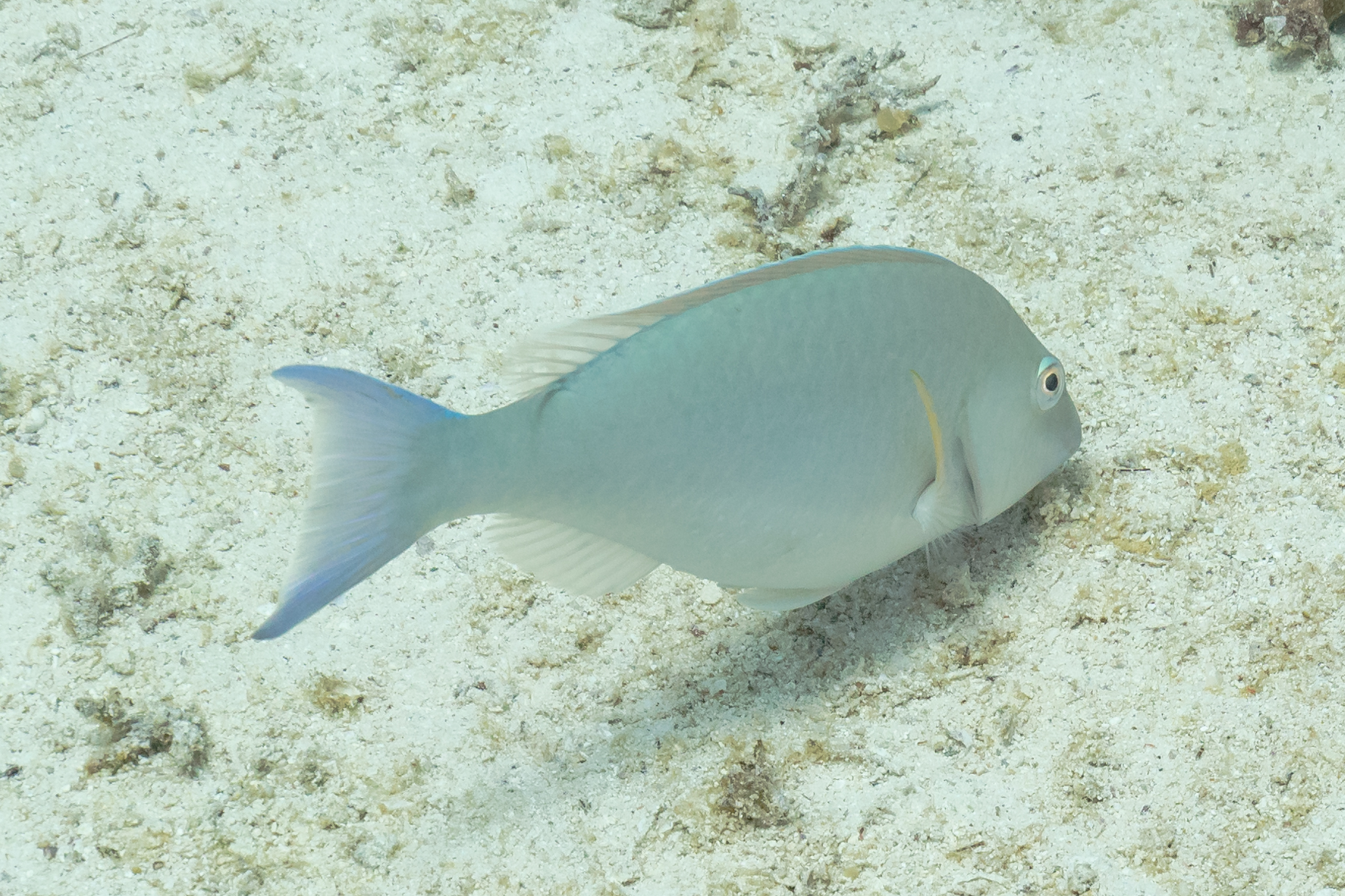
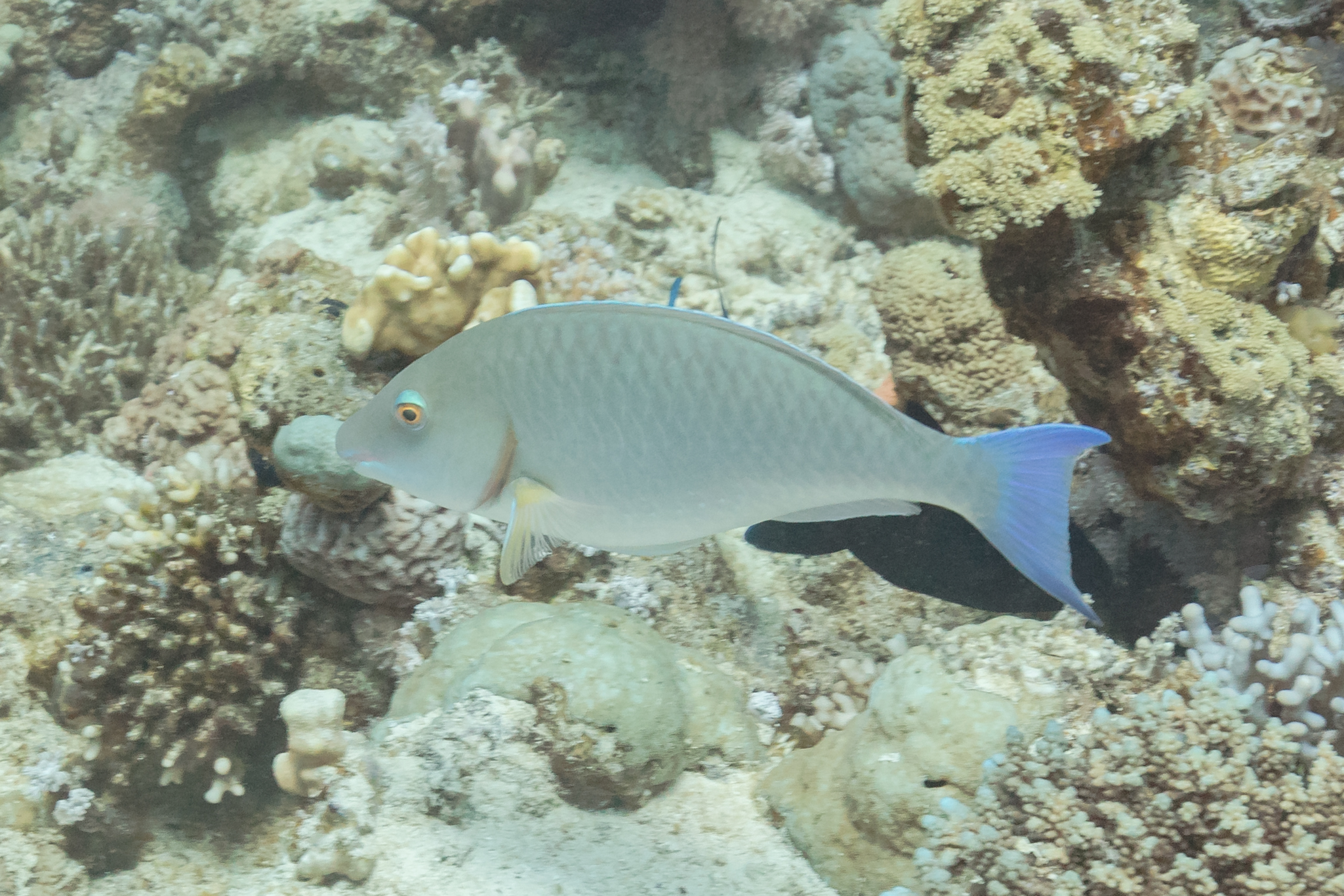
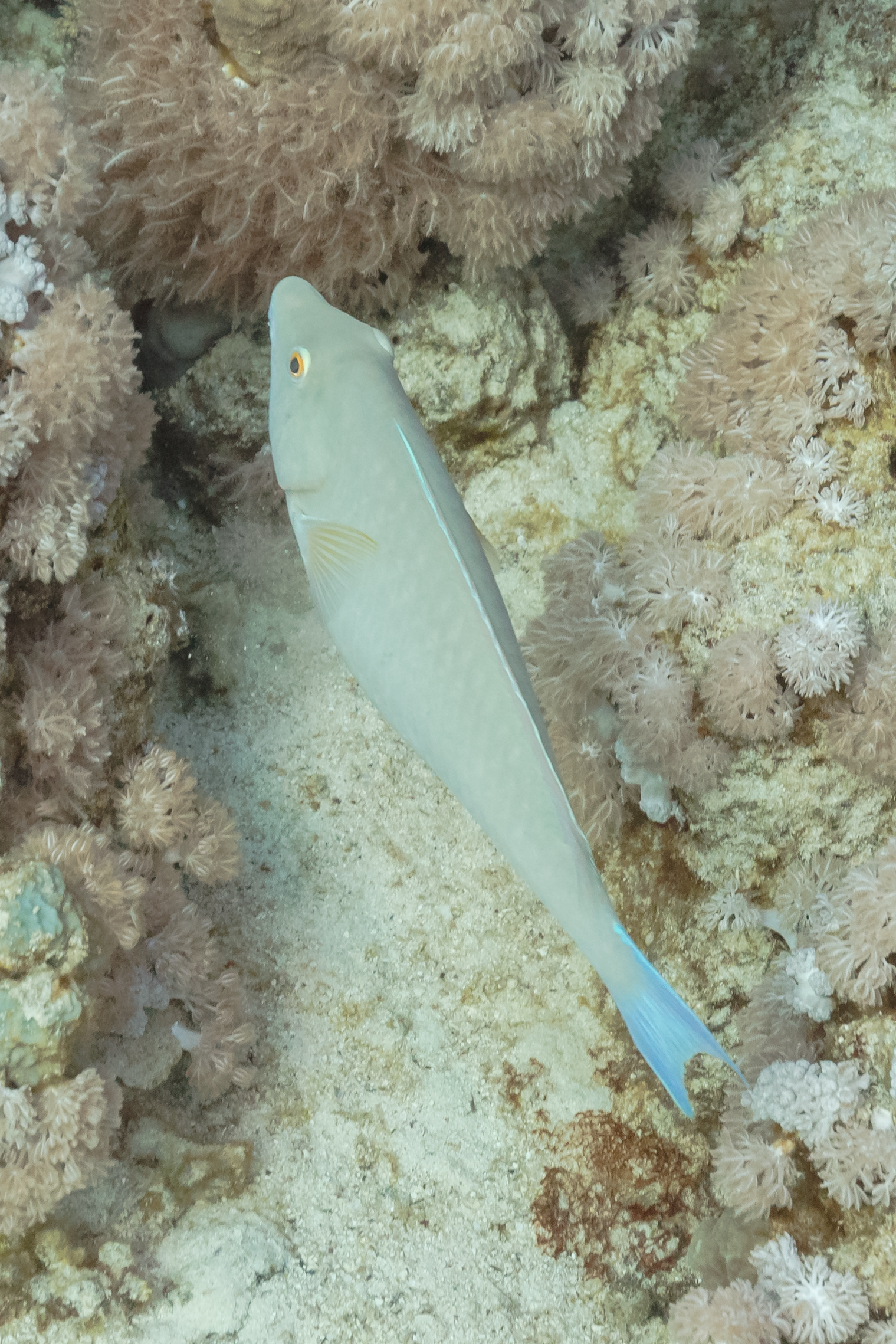
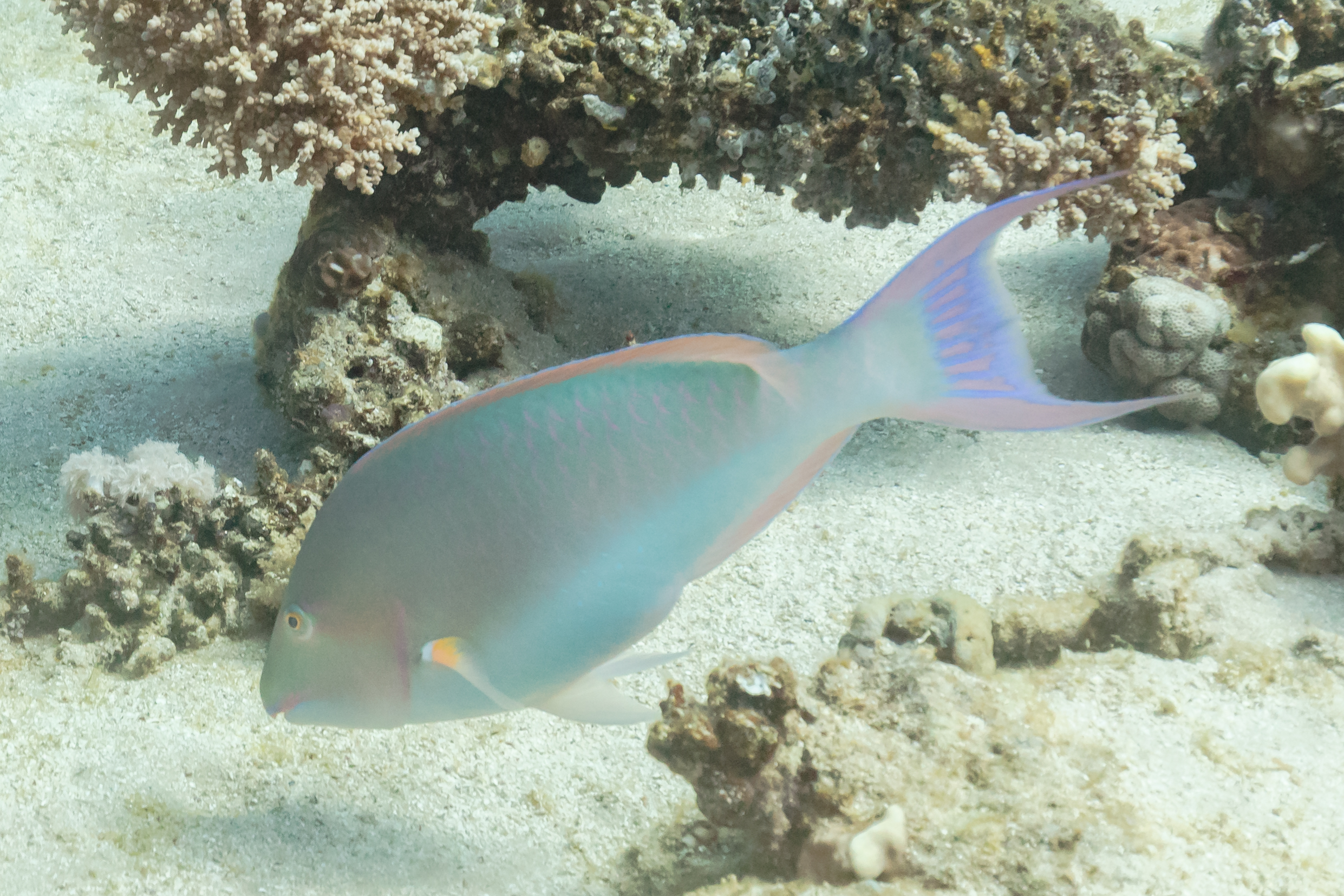
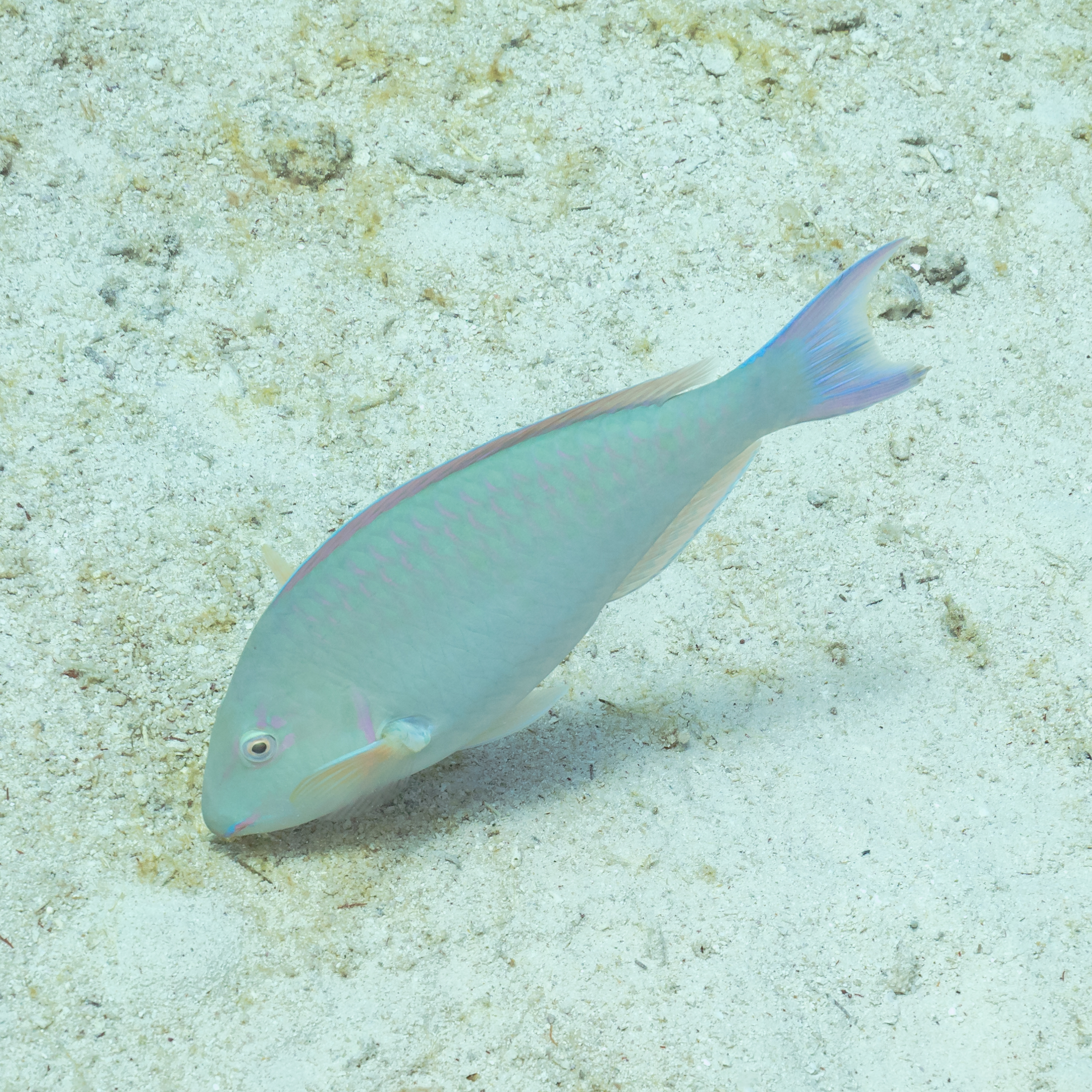